# Cantone di Givry
Il Cantone di Givry è una divisione amministrativa dell'arrondissement di Chalon-sur-Saône.
A seguito della riforma approvata con decreto del 18 febbraio 2014, che ha avuto attuazione dopo le elezioni dipartimentali del 2015, è passato da 17 a 41 comuni.

## Composizione
I 17 comuni facenti parte prima della riforma del 2014 erano:
- Barizey
- Charrecey
- Châtel-Moron
- Dracy-le-Fort
- Givry
- Granges
- Jambles
- Mellecey
- Mercurey
- Morey
- Rosey
- Saint-Bérain-sur-Dheune
- Saint-Denis-de-Vaux
- Saint-Désert
- Saint-Jean-de-Vaux
- Saint-Mard-de-Vaux
- Saint-Martin-sous-Montaigu

Dal 2015 i comuni appartenenti al cantone sono i seguenti 41:
- Barizey
- Bissey-sous-Cruchaud
- Bissy-sur-Fley
- Buxy
- Cersot
- Châtel-Moron
- Chenôves
- Culles-les-Roches
- Dracy-le-Fort
- Fley
- Germagny
- Givry
- Granges
- Jambles
- Jully-lès-Buxy
- Marcilly-lès-Buxy
- Mellecey
- Mercurey
- Messey-sur-Grosne
- Montagny-lès-Buxy
- Moroges
- Rosey
- Saint-Boil
- Saint-Denis-de-Vaux
- Saint-Désert
- Saint-Germain-lès-Buxy
- Saint-Jean-de-Vaux
- Saint-Mard-de-Vaux
- Saint-Martin-d'Auxy
- Saint-Martin-du-Tartre
- Saint-Martin-sous-Montaigu
- Saint-Maurice-des-Champs
- Saint-Privé
- Saint-Vallerin
- Sainte-Hélène
- Santilly
- Sassangy
- Saules
- Savianges
- Sercy
- Villeneuve-en-Montagne